# Kreuzberg (Rhön)

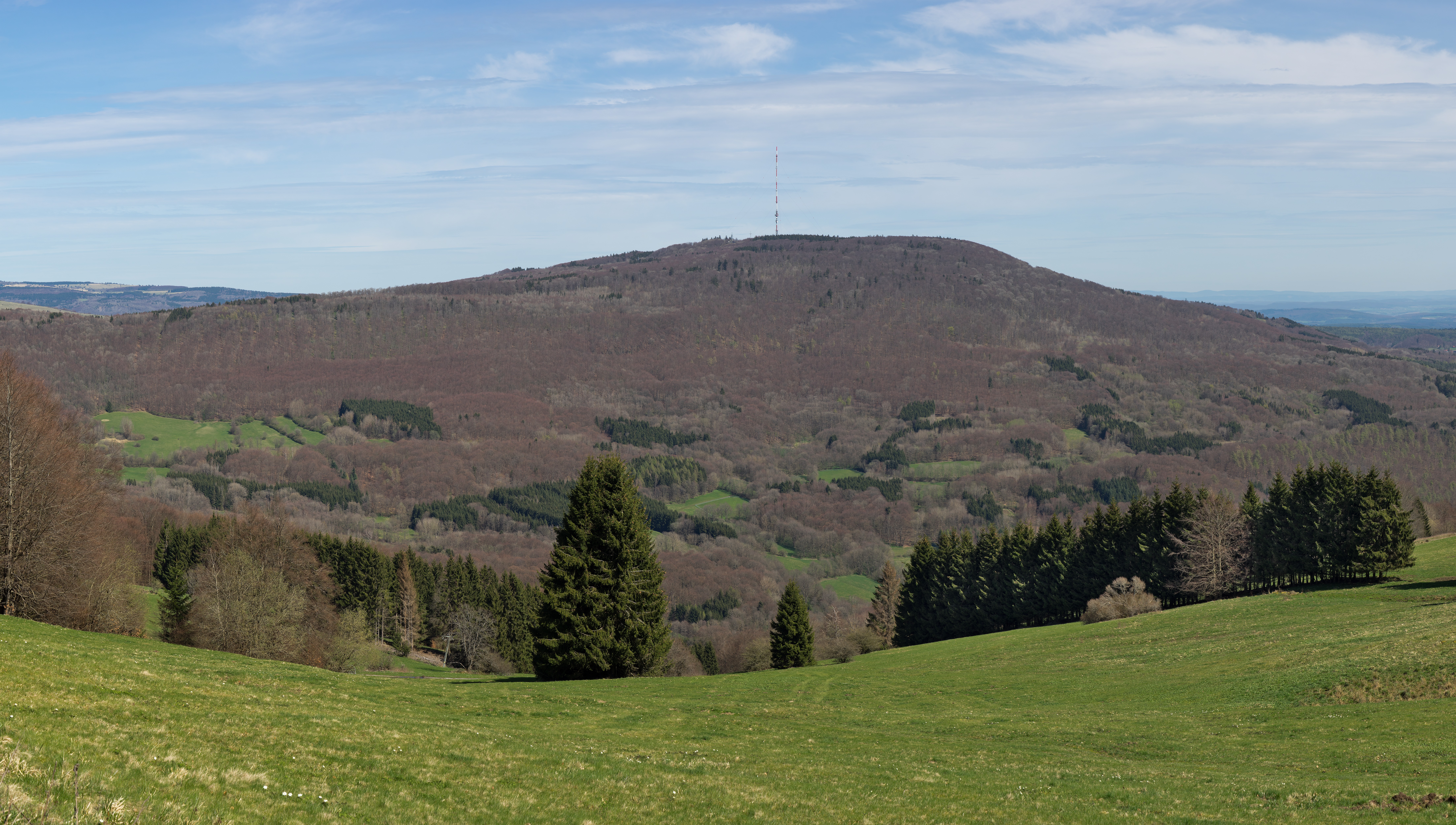
Ansicht von Südwesten, nahe der Kissinger Hütte

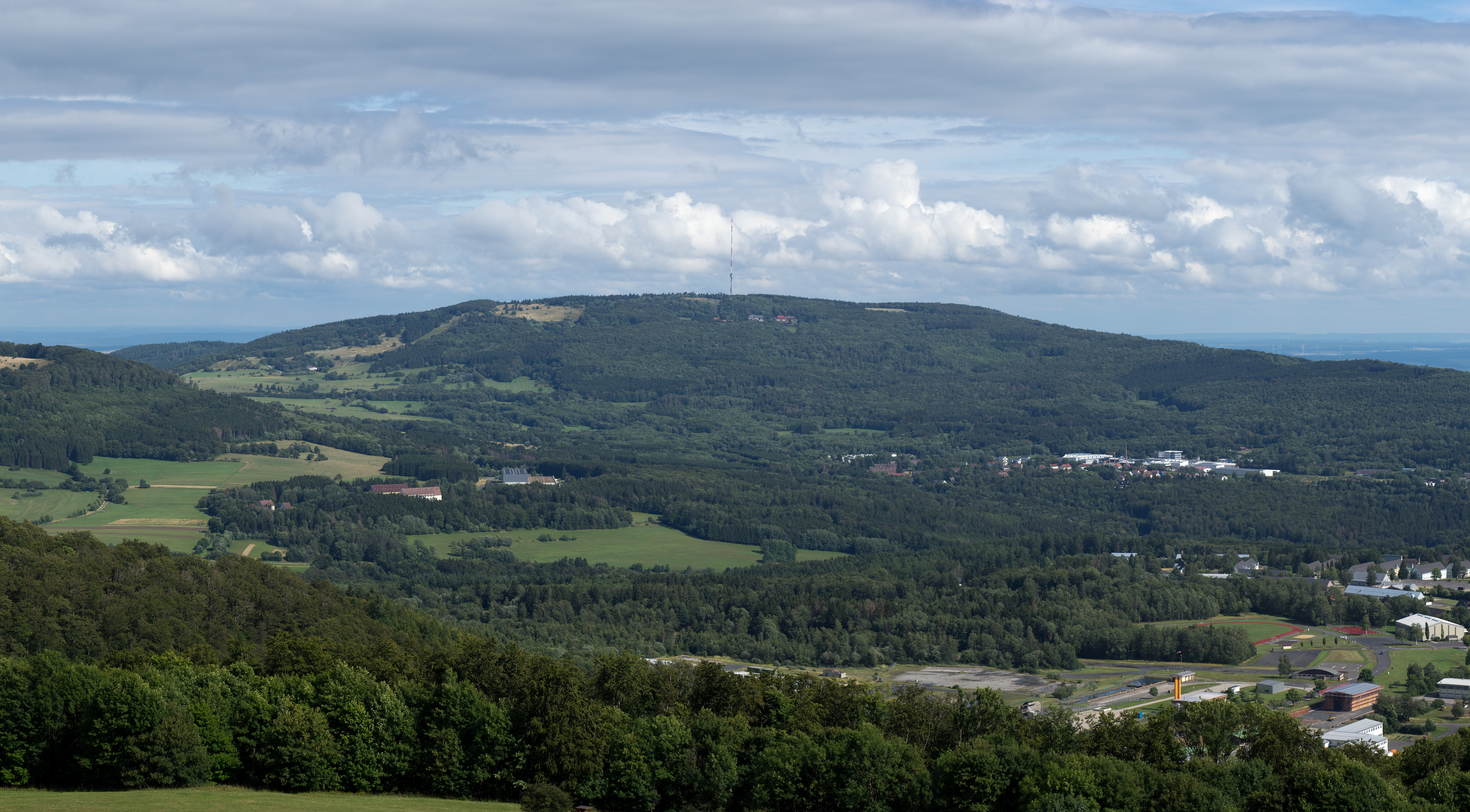
Ansicht von Nordwesten, vom Eierhauckberg

Der Kreuzberg (früher Aschberg genannt) ist ein 927,8 m ü. NHN hoher Berg der Rhön; nach der Wasserkuppe (950 m; höchster Berg Hessens) und der bayerisch-hessischen Dammersfeldkuppe (927,9 m; Gipfellage in Bayern) ist er der dritthöchste Rhönberg und nach der 0,1 m höheren Dammersfeldkuppe der zweithöchste der Bayerischen Rhön. Sein Gipfel ist jedoch der höchste unter den Bergen, die sich vollständig in Unterfranken befinden. Er liegt bei Haselbach im bayerischen Landkreis Rhön-Grabfeld (Regierungsbezirk Unterfranken).
Der Berg ist Standort des Klosters Kreuzberg, der Kreuzbergschanze und des Senders Kreuzberg. An seinem Nordwesthang entspringt die Sinn. Mit jährlich 500.000 bis 600.000 Besuchern ist der Kreuzberg das höchstgelegene und meistbesuchte Ausflugsziel im bayerischen Teil der Rhön.
In der Folklore der Region gilt der Kreuzberg neben dem Staffelberg und dem Walberla als Heiliger Berg der Franken.

## Geographie

### Lage
Der Kreuzberg erhebt sich in der Hohen Rhön im Naturpark Bayerische Rhön und im Biosphärenreservat Rhön. Er befindet sich zwischen der Stadt Bischofsheim in der Rhön im Nordnordosten, der Gemeinde Sandberg im Südosten im Landkreis Rhön-Grabfeld und dem Markt Wildflecken im benachbarten Landkreis Bad Kissingen im Westen. Auf der gipfelnahen Westflanke der Kuppe liegt das Kloster Kreuzberg (864 m).
Der nordnordwestliche Nachbarberg des Kreuzbergs ist der Arnsberg (843,1 m), der Ostausläufer ist der Käulingberg (auch Käuling genannt; 754,3 m). Der Arnsberg wird nördlich beim Bischofsheimer Ortsteil Oberweißenbrunn etwa in West-Ost-Richtung verlaufend vom Oberlauf der Brend passiert, einem Zufluss der Fränkischen Saale, dessen Wasser durch Main und Rhein in die Nordsee fließt. In die Brend münden die Bäche, die am Kreuzberg (Vorderer Haselbach) und Käulingberg (Hinterer Haselbach) entspringen und nach Nordosten fließen. An der Südflanke des Käulingbergs entspringen mit Dürrgraben und Dreikahrbach beide Quellbäche des nach Südsüdosten fließenden Schmalwasserbachs, der über die Premich ebenfalls in die Fränkische Saale mündet. Westsüdwestlich des Kreuzbergs entspringt – nahe dem zum Feuerberg (832 m) überleitenden Guckaspass (662,4 m; Staatsstraße St 2267) – mit dem Kellersbach der linksseitige Quellbach der Premich.
Westlich vom waldlosen Bergsattel, der vom Kreuzberg zum Arnsberg überleitet, liegt nahe dem Weihersbrunnen die Quelle der nach Südwesten fließenden Sinn, die in Gemünden in die Fränkische Saale kurz vor ihrer Mündung in den Main fließt.

### Naturräumliche Zuordnung
Der Kreuzberg gehört in der naturräumlichen Haupteinheitengruppe Osthessisches Bergland (Nr. 35), in der Haupteinheit Hohe Rhön (354) und in der Untereinheit Südliche Hochrhön (354.0) zum Naturraum Kreuzberg-Gruppe (354.02). Nach Norden bis Nordwesten leitet die Landschaft in den Naturraum Dammersfeldrücken (354.00) über und nach Südwesten in den Naturraum Schwarze Berge (354.01). Nach Nordosten über Osten bis Südosten leitet sie in den zur Untereinheit Östliche Südrhön (140.2) zählenden Naturraum Schönauer Hochfläche (140.20) über und nach Süden in den zur Untereinheit Hammelburger Südrhön (140.1) gehörenden Naturraum Adelsberger Wald (140.101), die in der Haupteinheitengruppe Südrhön (14) Teile der Haupteinheit Südrhön (140) sind.

## Natur

### Flora
Die Flanken des Kreuzbergs sind bewaldet; allerdings zieht sich von Norden aus Richtung des zum Arnsberg überleitenden Bergsattels ein waldloser Streifen bis zur Gipfelregion hin, der im Winter als Skipiste genutzt wird. Auf dem Gipfelplateau gibt es Baumgruppen.

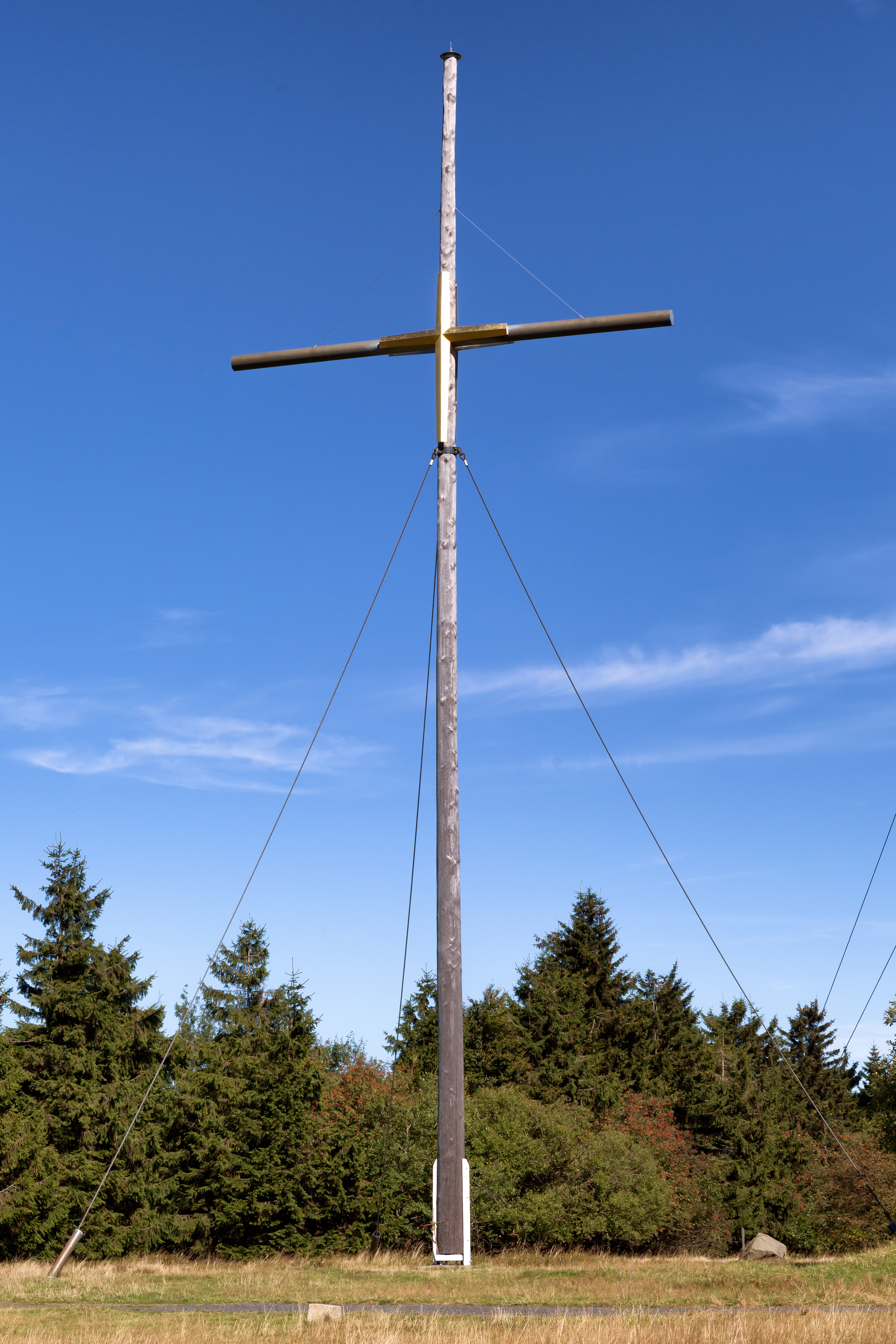
Das Gipfelkreuz (2016)
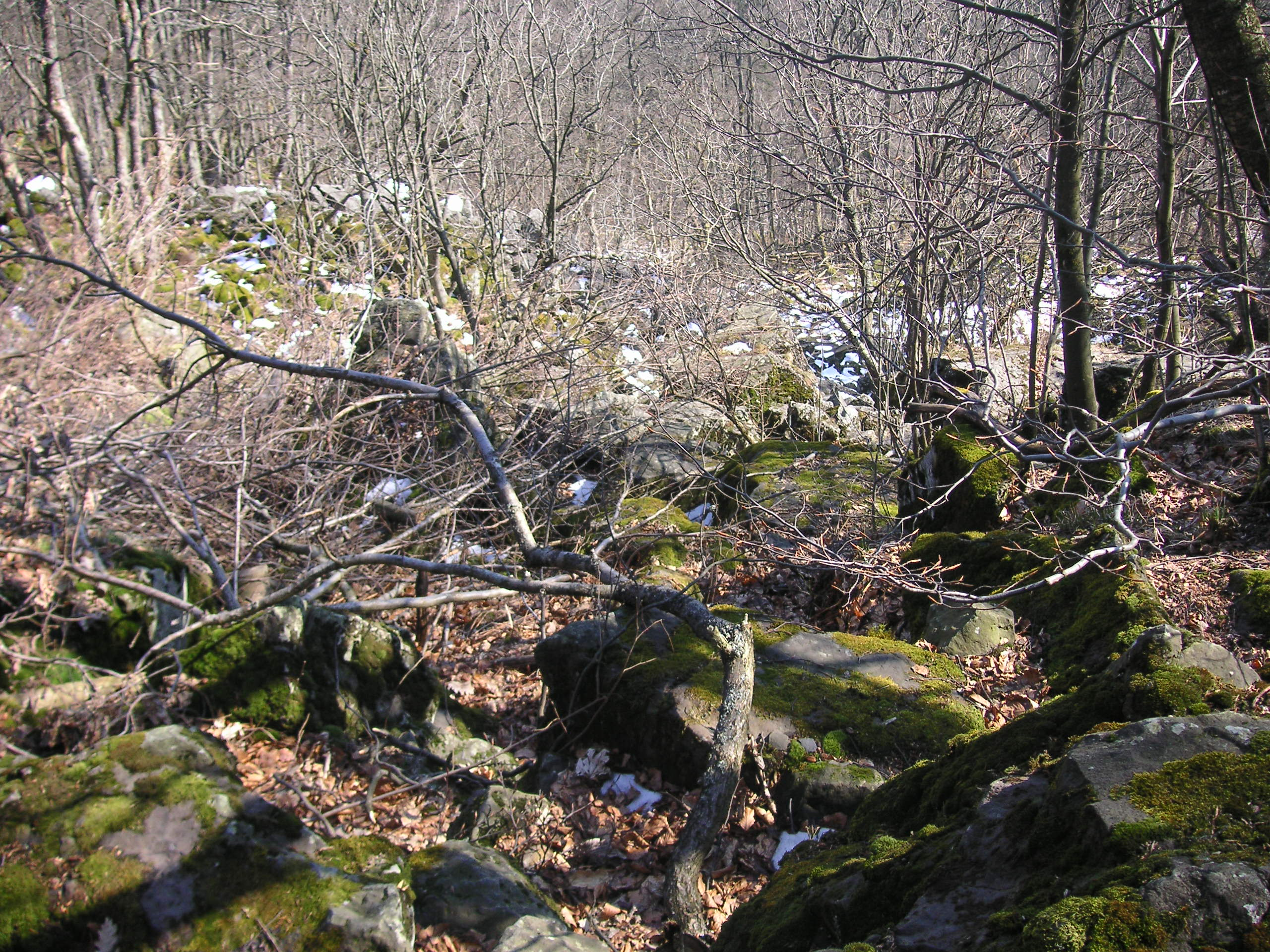
Basaltblockmeer „Johannisfeuer“
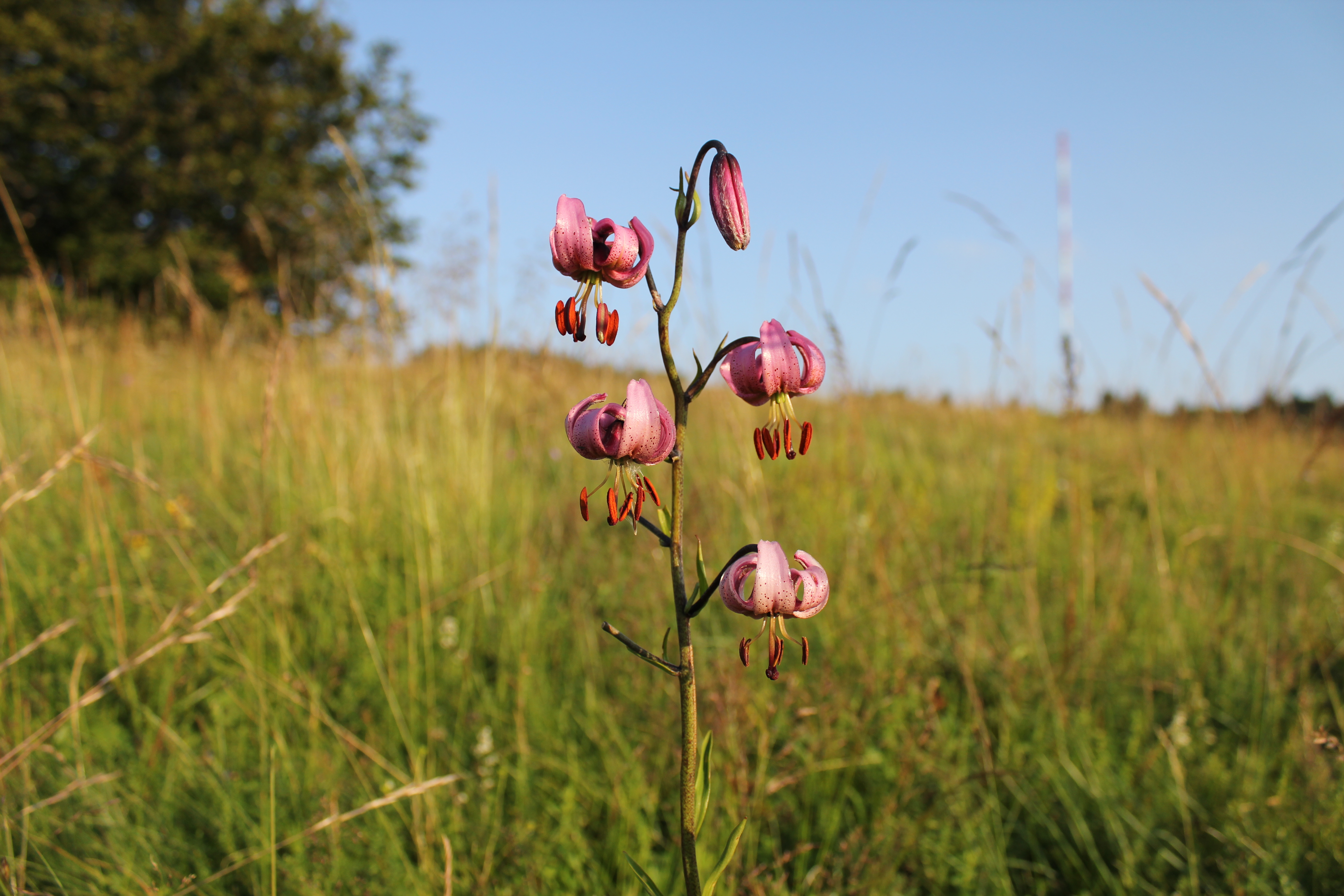
Türkenbundlilie unterhalb der Senderanlage

### Schutzgebiete und Geotope
Bis auf die Nordwestflanke des Kreuzbergs reichen Teile des Naturschutzgebiets Sinnquellgebiet und Arnsbergsüdhang (CDDA-Nr. 165580; 1989 ausgewiesen; 1,6124 km² groß). Auf dem Berg liegen Teile des Landschaftsschutzgebiets Bayerische Rhön (CDDA-Nr. 396113; 959,8027 km²), des Fauna-Flora-Habitat-Gebiets Bayerische Hohe Rhön (FFH-Nr. 5526-371; 192,6059 km²) und des Vogelschutzgebiets Bayerische Hohe Rhön (VSG-Nr. 5526-471; 190,2908 km²).

Auf dem Berg liegen zwei Geotope, die vom Bayerischen Landesamt für Umwelt (LfU) ausgewiesen wurden: Der Ehemalige Basaltbruch am Nordhang des Kreuzberges ist ein kleiner, sehr verwachsener Basaltbruch mit zahlreichen Basaltsäulen. Östlich des Sendemastes liegt das Basaltblockmeer Johannisfeuer am Kreuzberg, das aus massigem Basalt besteht. 

## Gipfelkreuz
In der Nähe der drei Kreuze des Kreuzwegs steht seit Jahrhunderten das mächtige hölzerne Gipfelkreuz des Kreuzbergs. Es muss von Zeit zu Zeit erneuert werden, weil es dem Wetter stark ausgesetzt ist. Ein solches Kreuz wurde zum Beispiel im Jahr 1997 aufgestellt und musste 2012 aus Sicherheitsgründen entfernt werden. Der Entwurf dieses Kreuzes stammt vom Architekten Uwe Kröckel aus Bad Neustadt an der Saale. Am 12. April 2014 wurde ein neues, aus einem Lärchenstamm gefertigtes Kreuz aufgestellt, das am 3. Mai 2014 geweiht wurde.

## Religiöse Bedeutung

### Bergnamen und Heiliger Berg der Franken
Möglicherweise befand sich in vorchristlicher Zeit auf dem Kreuzberg eine heidnische Kultstätte. Die keltische und germanische Besiedlung in der Rhön und der frühere Name Asenberg (nach dem germanischen Göttergeschlecht der Asen) lassen kultische und religiöse Handlungen auf dem Berg vermuten. Zudem soll sich auf dem Berg eine heilige Esche befunden haben (siehe hierzu: Yggdrasil und Baumkult), woran der vom 12. bis zur Mitte des 17. Jahrhunderts verwendete Name Aschberg erinnerte. Der Name Kreuzberg entstand erst nach der Errichtung der Golgota-Gruppe (auch Kreuzigungsgruppe genannt) im Jahre 1582 durch den Würzburger Fürstbischof Julius Echter. Seit der Missionierung der Franken durch den Iroschotten St. Kilian und seine Gefährten Kolonat und Totnan im Jahre 686 gilt der Kreuzberg aufgrund seiner Tradition als Wallfahrtsort als „Heiliger Berg der Franken“.

### Kloster Kreuzberg, Kreuzweg und Wallfahrten
Westnordwestlich unterhalb des Gipfelplateaus befindet sich das 1644 von Franziskanern gegründete Kloster Kreuzberg mit der Klosterbrauerei, der einzigen Brauerei, die der Franziskanerorden in Deutschland betreibt.

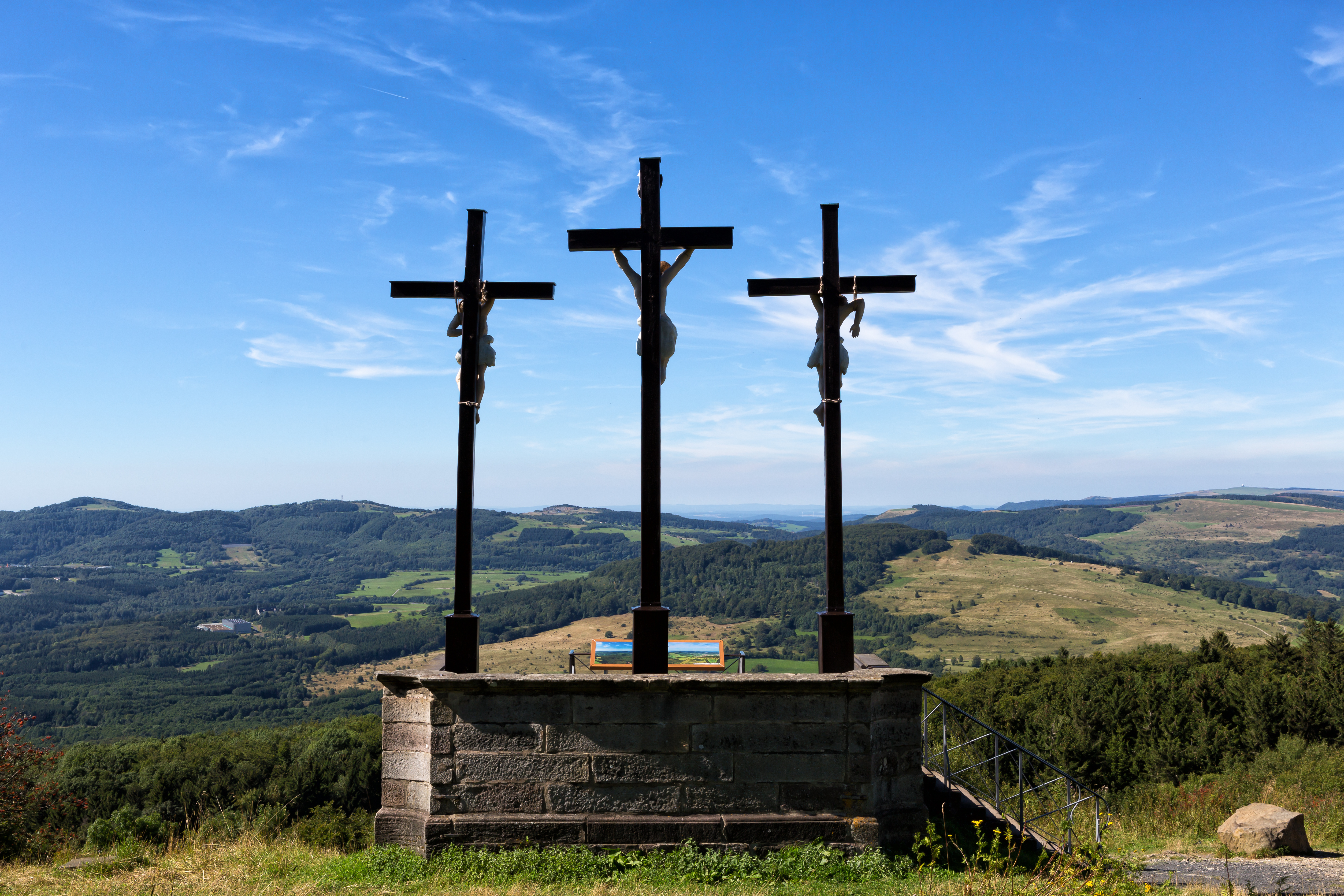
Die drei Golgota-Kreuze auf dem Kreuzberg

Vom Kloster Kreuzberg führt ein Kreuzweg mit Bildkapellen, dem Weg Jesu in Jerusalem zu seiner Hinrichtung auf Golgota nachempfunden, zu den drei Golgota-Kreuzen, die auch über die Treppe oberhalb des Klosters zu erreichen sind. Dort befinden sich auch die 13. und 14. Station des Kreuzwegs (Heiliges Grab).
Jährlich finden vor allem im Spätsommer und Frühherbst 70 bis 80 Wallfahrten zum Kreuzberg statt. Die größte Wallfahrt findet alljährlich vom 20. bis 24. August mit ca. 250 bis 600 Teilnehmern von der Neumünsterkirche in Würzburg aus statt. Die Tradition dieser Wallfahrt reicht in die Zeit des Dreißigjährigen Krieges. Seit 1647 gab es lediglich Unterbrechungen durch ein Wallfahrtsverbot in der Zeit der Säkularisation, in den letzten Jahres des II. Weltkrieges und während der Coronapandemie.

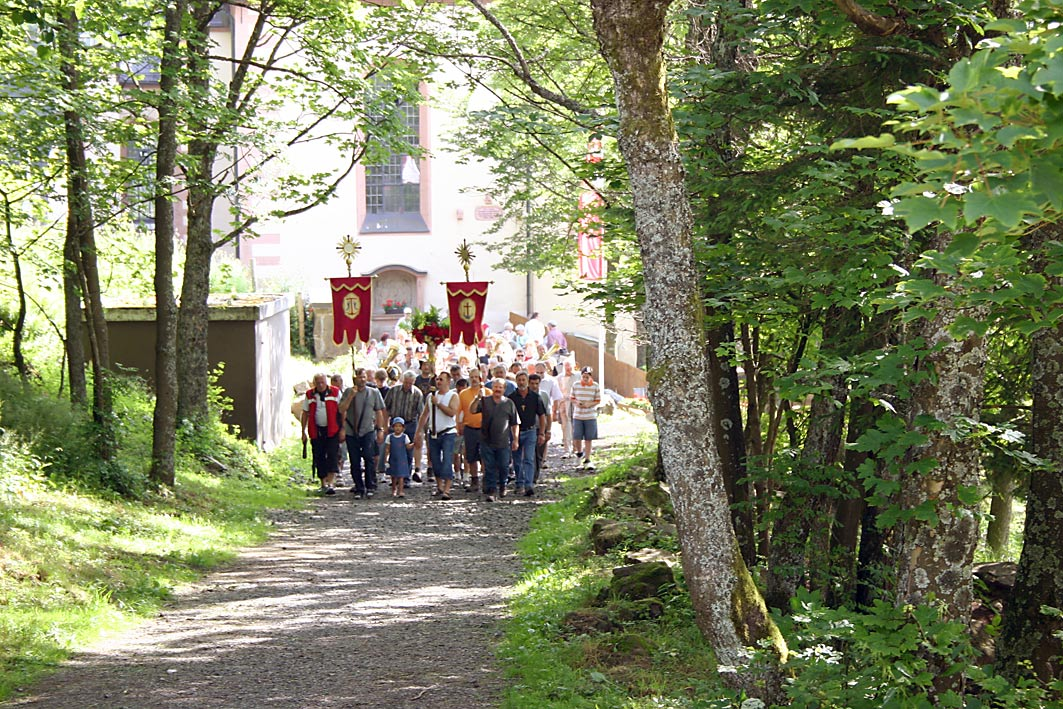
Prozession vom Kloster Kreuzberg auf den Kreuzberg
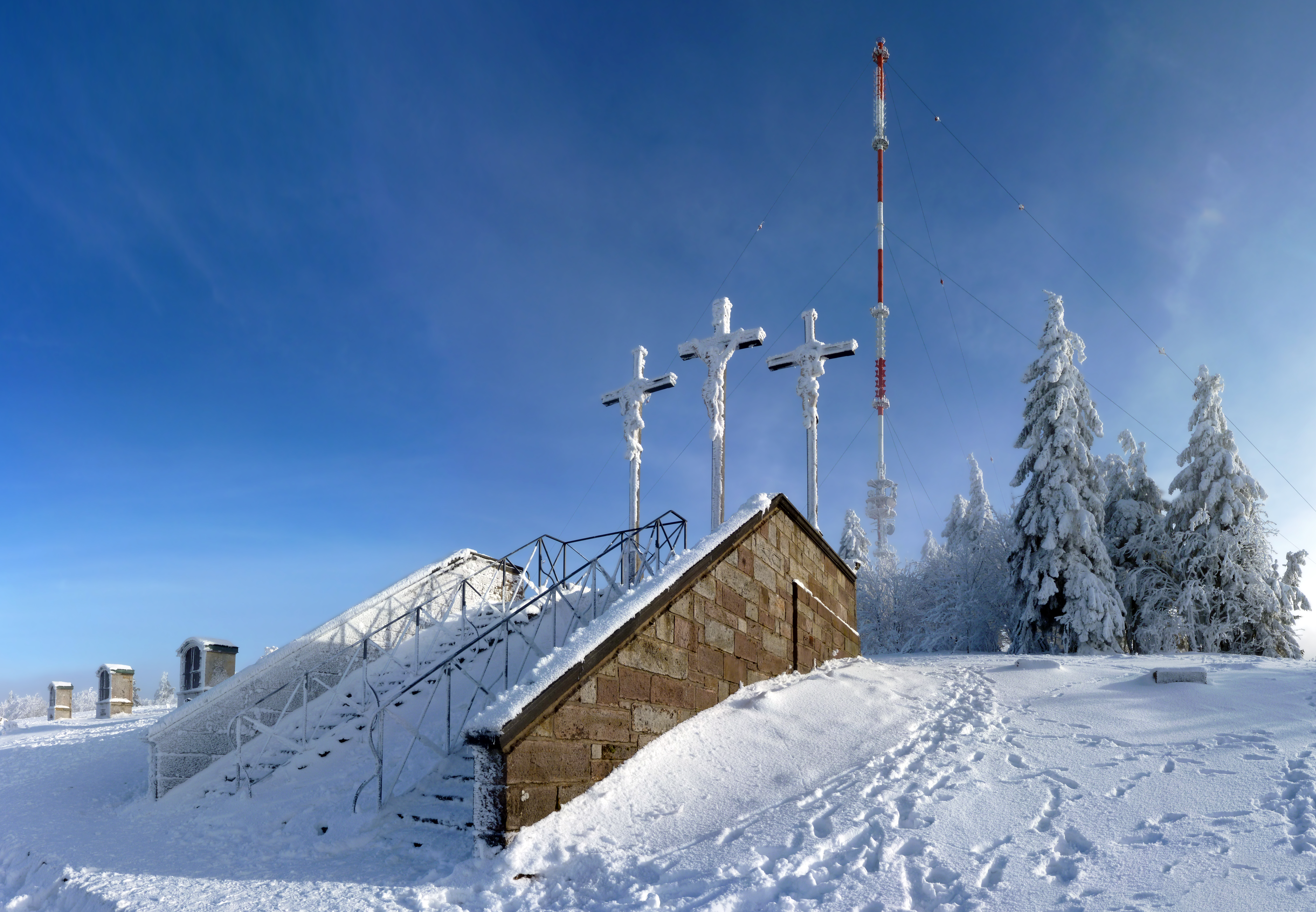
9. bis 12. Kreuzwegstation mit dem Mast des Senders Kreuzberg im Hintergrund
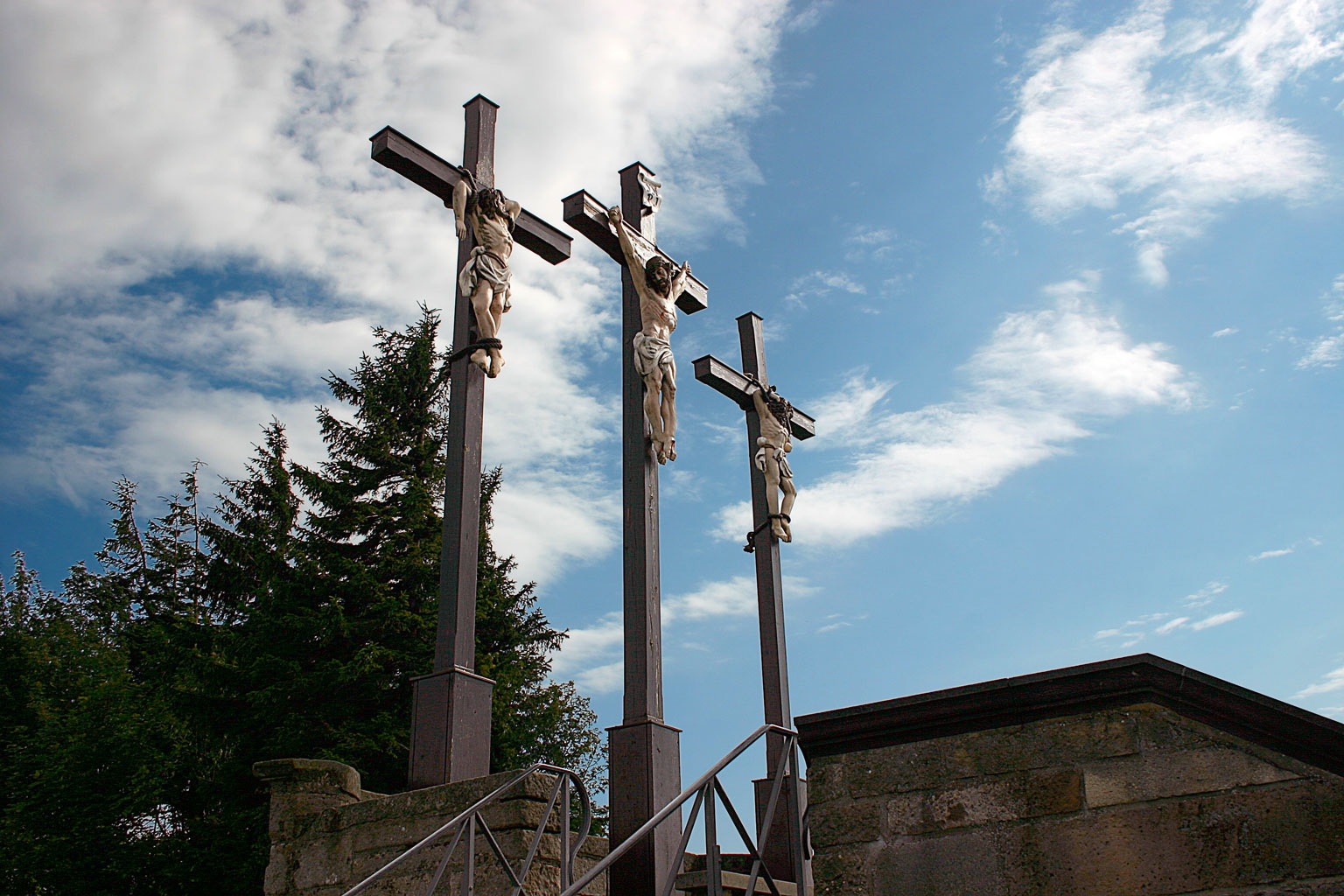
Vorderansicht der drei Golgota-Kreuze

## Sender Kreuzberg

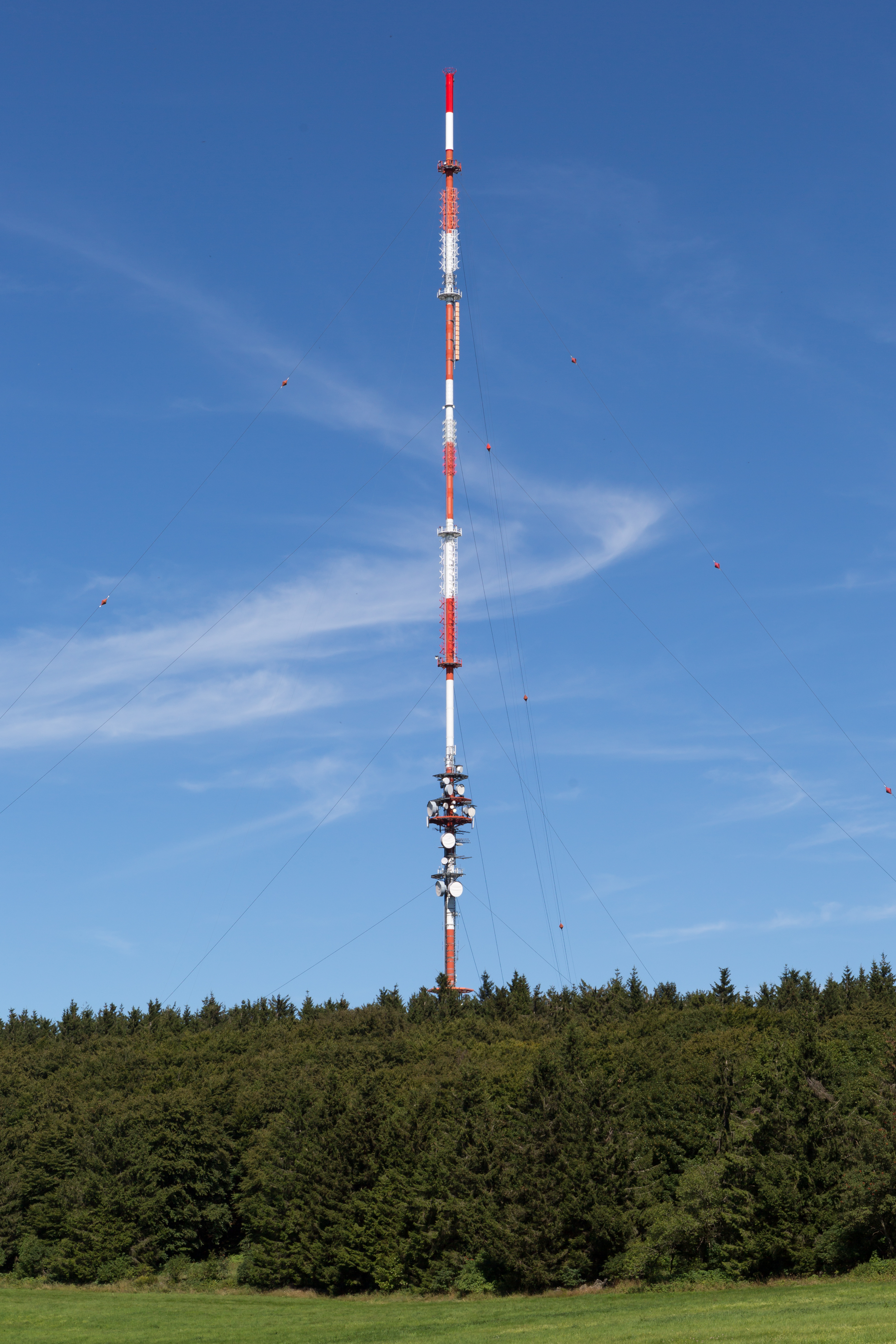
Stahlrohrmast des Senders Kreuzberg (2016)

Auf dem Kreuzberg befindet sich seit 1951 der Sender Kreuzberg des Bayerischen Rundfunks. Sein abgespannter Stahlrohrmast wurde 1985 errichtet und 2016 von 207,5 m auf 227 m Höhe aufgestockt. Ausgestrahlt werden UKW-Rundfunk und verschiedene Fernsehprogramme; zudem wird der Mast von zahlreichen Funknetzbetreibern genutzt.

## Freizeit

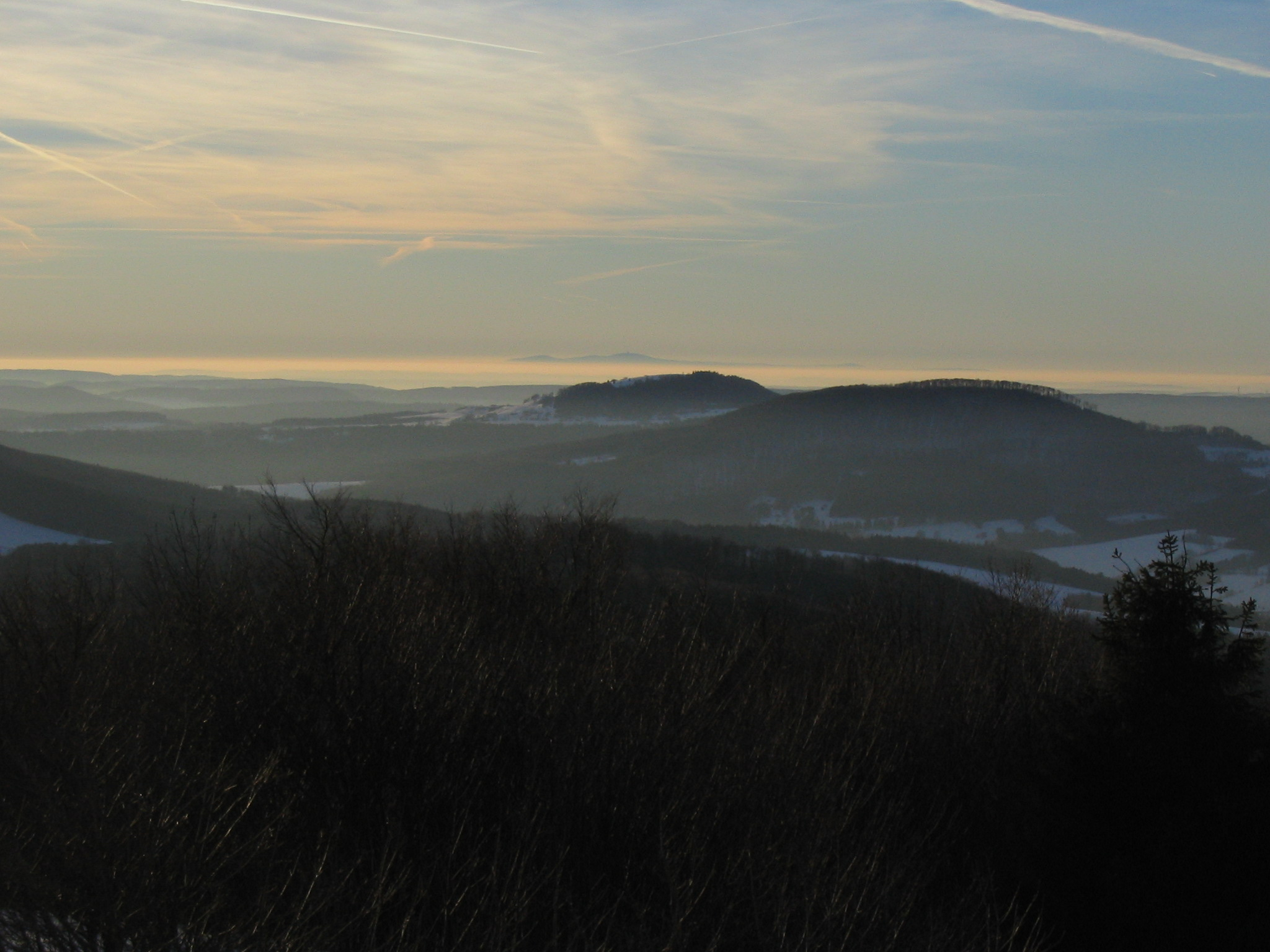
Blick nach Westen über den Großen und Kleinen Auersberg bis zum Taunus

### Aussichtsmöglichkeiten
Vom Kreuzberg bieten sich gute Aussichtsmöglichkeiten: Von seinem Nordhang aus besteht Sicht zu den Schwarzen Bergen, zur Dammersfeldkuppe (zweithöchster Berg der Rhön; mit Sperrgebiet des Truppenübungsplatzes Wildflecken), ins obere Sinntal, zur Wasserkuppe, zur Langen Rhön, zum Thüringer Wald und ins Brendtal. Bei sehr guten Sichtverhältnissen ist im Westen der Taunus mit dem Großen Feldberg zu sehen. Dann bietet sich vom östlich bis südöstlich unterhalb des Gipfelplateaus gelegenen Blockmeer ein eindrucksvoller Blick auf das südliche Vorland der Hohen Rhön und bis nach Schweinfurt.

### Wandern
Das ganze Jahr über ist der Kreuzberg bei Wanderern als Ziel- oder Durchgangsstation beliebt. Sein Gipfelplateau ist über die oberhalb des im Weiler Kreuzberg gelegenen Klosters Kreuzberg auf etwa 300 m Länge angelegte Treppe in etwa 10 Minuten oder auf dem Franz-Zierof-Weg in etwa 30 Minuten erreichbar. Über den Kreuzberg führt der Fränkische Marienweg.
Am 28. Juni 2008 wanderte Bundespräsident Horst Köhler im Rahmen des Deutschen Wandertags von Oberweißenbrunn zum Kreuzberg. Dort trug er sich anschließend in das Goldene Buch der Stadt Bischofsheim ein.

### Skigebiet Kreuzberg
Auf dem Kreuzberg liegt das Skigebiet Kreuzberg. Der Berg ist in ein 70 km langes Loipennetz eingebunden. Es sind vier Skilifte vorhanden: der Dreitannenlift, der Blicklift, der Rothanglift und der Fischzuchtlift. Auf der Klosterwiese gibt es eine Rodelbahn, eine weitere befindet sich unterhalb des Gasthofs Roth. Auf dem Nordhang des Bergs steht westlich des Bischofsheimer Ortsteils Haselbach die Kreuzbergschanze.

## Verkehrsanbindung
Der Kreuzberg ist von Bischofsheim auf der Kreisstraße NES 10 oder von Wildflecken auf der Staatsstraße 2289 sowie, von der St 2289 abzweigend, auf den ineinander übergehenden Kreisstraßen KG 22 und NES 25 zu erreichen. Letztere trifft auf seiner Nordflanke an einer Wochenendhaussiedlung auf die NES 10, die von dort südwärts zum nördlich der Gipfelregion gelegenen Wandererparkplatz führt.

## Panorama

Ausblick vom Kreuzberg in nördliche Richtungen über Wildflecken, Oberwildflecken und Neuwildflecken hinweg u. a. zu Dammersfeldkuppe, Eierhauckberg, Arnsberg, Himmeldunkberg, Wasserkuppe und Heidelstein